# Fridolin Blumer (Musiker)
Fridolin Blumer (* 1984) ist ein Schweizer Jazz- und Improvisationsmusiker (Kontrabass).

## Leben und Wirken
Blumer begann im Alter von acht Jahren Violoncello zu spielen; mit 15 Jahren wechselte er zum Kontrabass. Zwischen 2003 und 2008 studierte er in der Jazzabteilung der Musikhochschule Basel. Daneben spielte er bei den Ministrings Luzern.
Im Ensemble Maigold interpretierte Blumer Chansons (Begehrlich, 2009). Im Ensemble 5, das er mit Heinz Geisser, Reto Staub, Robert Morgenthaler und Vincent Daoud bildete, legte er seit 2012 acht Alben, zunächst bei Leo Records, vor. Als Solist veröffentlichte er 2016 bei Creative Sources das Album Camping; Café Bar. Mit dem Flötisten Stefano Leonardi entstanden bisher drei Alben für Leo Records. Weiterhin spielte er mit Renzo Spotti, Dave Gisler und Elmar Frey im Projekt Naked Fuse und mit Omri Ziegele in Billiger Bauer. Er ist auch auf Alben von Hilton Schilder, Simon Wyrsch, der Zephyr Combo, Five on Fire und von Babak Nemati zu hören. Zudem begleitete er die Geigerin Sophie Lüssi (Valse pour Ornette) und die Sängerinnen Sonja Indin und Helen Iten.

## Diskographische Hinweise
- Ensemble 5: The Human Factor (ezz-thetics, 2024)